# Luján

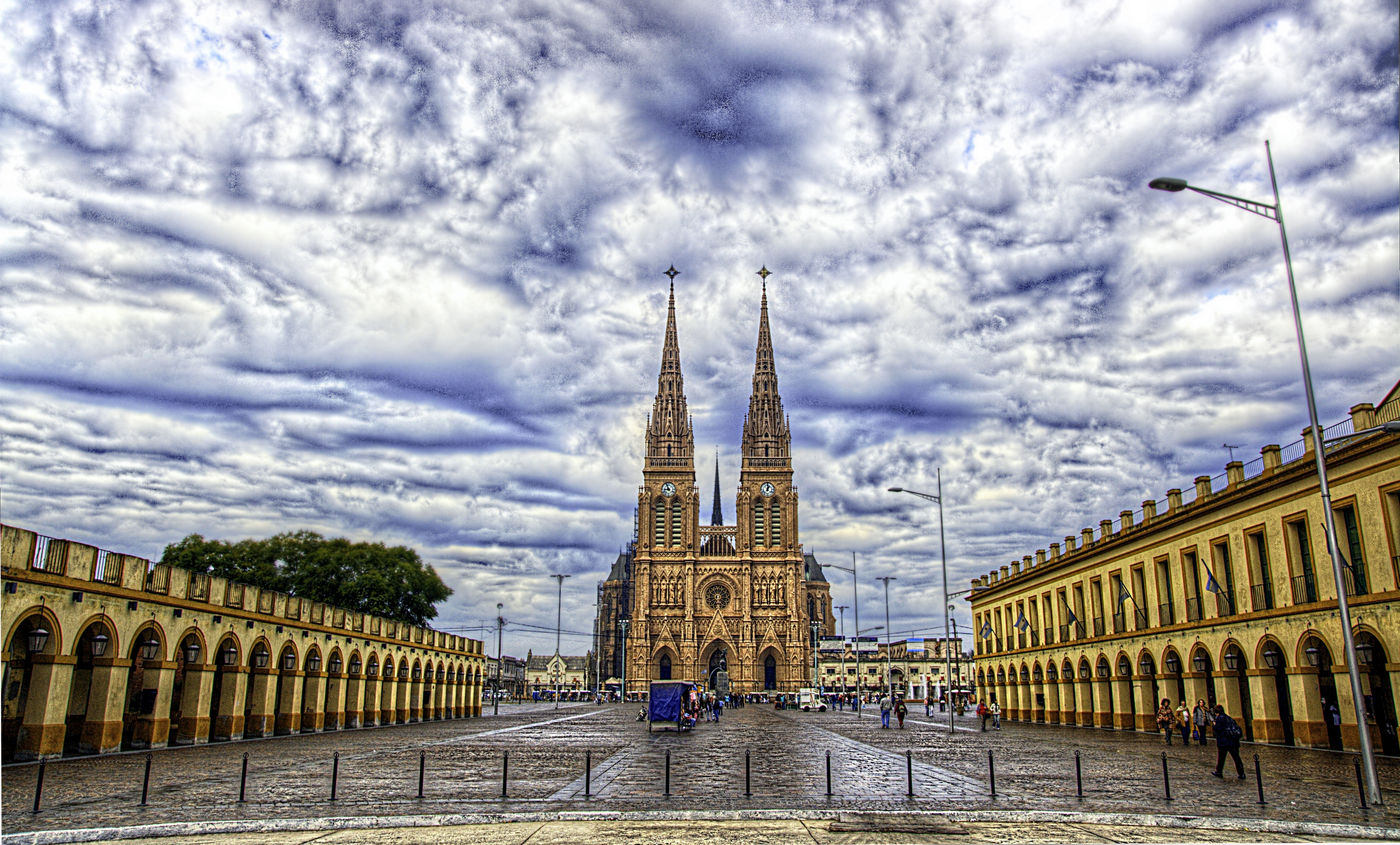
Luján

Luján é uma cidade da Argentina, localizada na província de Buenos Aires.
Sua população é de 67.266 habitantes (2001).